# 八木奘三郎
八木 奘三郎（やぎ そうざぶろう、1866年11月17日〈慶応2年10月11日〉 - 1942年〈昭和17年〉6月17日）は、明治時代から昭和時代初期にかけての日本の考古学者。号は静山・冬嶺。

## 略歴
江戸青山（現・東京都港区）にて、丹波国篠山藩（現・兵庫県）藩士の子として生まれる。
1891年（明治24年）に帝国大学理科大学人類学教室に標本取扱として雇用され、坪井正五郎や若林勝邦らから教示を受ける。
1894年（明治27年）、千葉県香取市の阿玉台貝塚を発掘調査した。このとき同貝塚から出土した縄文土器（阿玉台式土器）が、茨城県稲敷郡美浦村の陸平貝塚出土の縄文土器とは同じ形式だが、東京都品川から大田区にかけての大森貝塚出土の土器とは異なる形式であることに気付き、阿玉台・陸平両貝塚の土器と、大森貝塚の土器との形式的な違いを、年代差によるものであると結論した。八木は大森貝塚の土器が年代的に古く、阿玉台が新しいとする編年を考えたが、その後の研究で順序が逆であることが判明している。しかし、考古学黎明期であった19世紀末期の段階でこの見解を導きだしたのは非凡であるとの江坂輝弥による評価がある。
1902年（明治35年）に台湾に渡り、台湾総督府学務課に勤務。1913年（大正2年）には朝鮮半島に渡って、李王家博物館や旅順博物館、南満州鉄道に勤務した。1936年（昭和11年）に帰国し、阿佐ヶ谷に居住した。
縄文時代だけでなく、朝鮮半島の古代遺物や古墳時代に関しても多くの研究業績がある。また徳富蘇峰と交流があり、書簡が残っている。

## 著作

### 単著
- 『日本考古学』 上編、坪井正五郎閲、小林新兵衛、1898年6月。 NCID BN08144291。
- 『日本考古学』 後編、坪井正五郎閲、小林新兵衛、1899年1月。 NCID BN08144291。
  - 『日本考古学』坪井正五郎閲（訂正再版）、小林新兵衛、1898年12月。 NCID BA33315565。
  - 『日本考古学』坪井正五郎閲（増訂4版）、嵩山房、1902年5月。 NCID BN08144440。全国書誌番号:40012645。
  - 『日本考古学』坪井正五郎閲、嵩山房、1914年1月。 NCID BN1148609X。全国書誌番号:43007127。
  - 『日本考古学』坪井正五郎閲、嵩山房、1926年6月。 NCID BN02789931。全国書誌番号:43007128。
- 『考古便覧』嵩山房、1902年6月。 NCID BN08852622。全国書誌番号:40011896。
- 『学生案内 考古の栞』嵩山房、1904年1月。 NCID BN10785539。全国書誌番号:40011895。
- 『台湾書目年表』日本歴史地理研究会、1904年8月。 NCID BA67429543。全国書誌番号:60000623。
- 『学生必携修学旅行案内』博文館、1905年8月。 NCID BN11639667。全国書誌番号:40006380 全国書誌番号:40039383。
- 『普通人類学』坪井正五郎閲、博文館〈帝国百科全書 第139編〉、1905年12月。 NCID BN13769255。全国書誌番号:40055921。
- 『京畿地方修学旅行案内』博文館、1908年8月。 NCID BA79739366。全国書誌番号:40039384。
- 『考古精説』嵩山房、1910年10月。 NCID BN08715213。全国書誌番号:40011892。
- 『南画と書道』博文館、1910年11月。 NCID BN1342146X。全国書誌番号:40070634。
- 『偉人と修養』嵩山房、1912年1月。 NCID BC02003380。全国書誌番号:40015703。
- 『満洲考古学』岡書院、1928年6月。 NCID BN04628831。全国書誌番号:47021103。
  - 『満洲考古学』（改訂増補版）荻原星文館、1944年5月。 NCID BN07715309。全国書誌番号:46042955 全国書誌番号:61006836。
- 南満洲鉄道株式会社経済調査会 編『支那住宅志』南満洲鉄道、1932年5月。 NCID BN12834307。全国書誌番号:48005157。
- 満鉄経済調査会 編『満蒙民族志』南満洲鉄道〈経調資料 第113編〉、1936年8月。 NCID BN04654365。全国書誌番号:60011346。
- 『満洲都城市沿革考』南満洲鉄道総裁室弘報課、1939年12月。 NCID BN12145243。全国書誌番号:46073704 全国書誌番号:54011380。

### 編集
- 南満洲鉄道庶務部調査課 編『満洲旧蹟志』 上篇、南満洲鉄道、1924年3月。 NCID BN10238831。
- 南満洲鉄道庶務部調査課 編『満洲旧蹟志』 下篇、南満洲鉄道、1926年12月。 NCID BN10238831。全国書誌番号:43052230。
- 南満洲鉄道庶務部調査課 編『満洲旧蹟志』 続、南満洲鉄道、1929年2月。 NCID BN10238831。全国書誌番号:47024049。
- 『支那住宅志』南満洲鉄道、1932年5月。 NCID BN12834307。全国書誌番号:46093328。

### 共著
- 八木奘三郎、中村士徳『考古学研究法』春陽堂、1905年6月。 NCID BN02779326。全国書誌番号:40011873。
- 中澤澄男、八木奘三郎『日本考古学』博文館、1906年12月。 NCID BN02779064。全国書誌番号:40012643。

### 著作集
- 斎藤忠、浅田芳朗 編『大野延太郎・八木奘三郎・和田千吉集』築地書館〈日本考古学選集 4〉。 NCID BN02042415。全国書誌番号:73013608。
- 山口敏編・解説 編『八木奘三郎・足立文太郎』クレス出版〈日本の人類学文献選集 近代篇 第3巻〉、2005年10月。ISBN 9784877332945。 NCID BA74072497。全国書誌番号:20941655。